# Broník obrněný
Broník obrněný (Agonus cataphractus (Linnaeus, 1758)), česky též pulec obrněný, je mořská ryba z čeledi broníkovitých, která žije převážně v chladných vodách na pobřeží západní Evropy. Pro přežití se často zahrabává do písku, či se schovává mezi kameny do vzniklých štěrbin. Pro svůj typický tvar se jedná o snadno rozeznatelnou rybu, kterou si těžko spleteme s jiným druhem.

## Výskyt
Broník obrněný se vyskytuje v chladných vodách Atlantského oceánu dosahujících teploty mezi 4 až 8 °C, kde se nachází písčité, bahnité, či kamenité dno, od oblastí Bílého moře, přes Baltské moře až po kanál La Manche. Je rozšířen na pobřeží států západní Evropy, Britských ostrovů a Skandinávie. Nejčastěji obývá hloubky od 5 do 200 metrů (jiné zdroje uvádějí nejčastější hloubku mezi 20 až 100 metry), ale podařilo se ho objevit až v hloubkách kolem 500 metrů.

## Popis
Ryba dosahuje v průměru 12 až 15 cm, ale v extrémních případech může dospělý jedinec dorůstat až 20 cm. Má atypický tvar těla, který je podobný žabímu pulci. V přední části se nachází veliká hlava ve tvaru trianglu s malou tlamou. Hlava je přibližně 3,5× menší než zbytek těla. Na bocích hlavy se nachází dvě oči. Za hlavou jsou umístěny dvě velké prsní ploutve, které slouží k pohybu. Dále se tělo postupně zužuje až k ocasu, kde je nejužší. Po celém těle se nachází drobné výstupky, které slouží rybě jako pancéřování, vzniklé přeměnou z kostěných štítků. Toto pancéřování jí dává vynikající obrannou výhodu oproti predátorům, kteří by na ni chtěli zaútočit.
Pod tlamou se nachází celá řada hmatových vousků, které slouží k vyhledávání potravy. Tělo má nahnědlou, načervenalou, černou barvu, která je rozdělena do 4 až 5 tmavých ploch. Místy má mléčnou barvu- hlavně na břišní straně ryby. Na vrcholku se nachází dvojice hřbetních ploutví sloužící ke stabilizaci pohybu.
Samice a samci nejsou zcela totožní, samice mají větší břišní a řitní ploutve. Maximální potvrzená délka života byla 3 roky.

## Potrava
Broník obrněný se živí drobnými korýši, malými rybkami, které žijí u dna, či červy.

## Rozmnožování
Broník obrněný se rozmnožuje na jaře v době mezi únorem až dubnem. Samička vystoupí do mělčích vod, kde naklade chomáčky jiker na vodní rostliny – chaluhy. Jikry se vyvíjí a přibližně za 10 až 11 měsíců dochází k vylíhnutí larev o délce 6 až 8 mm, které se stávají součástí planktonu. Mladí jedinci jsou občas pozorováni v hloubce okolo 2 metrů.

## Hospodářský význam
Broník obrněný nemá žádný významný hospodářský význam. Není loven pro maso ani jako návnada. Využití v akváriích je velmi nízké.